# اپرای سه‌پولی
اپرای سه‌پولی (Die Dreigroschenoper) نمایش موزیکالی اثر برتولت برشت است که توسط درام‌نویس آلمانی، الیزابت هاوپتمن و بر اساس ترجمه‌ای از اپرای باله جان گی به نام اپرای گدایان و با موسیقی کورت وایل و ترانه‌های فرانسوا ویون و رودیارد کیپلینگ به اجرا درآمد. این اثر، نقدی سوسیالیستی بر جهان سرمایه‌داری است. آغاز نمایش آن، ۳۱ اوت ۱۹۲۸ در برلین است. از این اثر به عنوان یکی از آثار مهم و تأثیرگذار بر جنبش نوگرایی در هنر، یاد می‌شود.